# Booué flygplats
Booué flygplats var en flygplats vid staden Booué i Gabon, som stängdes 2016. Den låg i provinsen Ogooué-Ivindo, i den centrala delen av landet, 280 km öster om huvudstaden Libreville. Booué flygplats låg 201 meter över havet. IATA-koden var BGB och ICAO-koden FOGB.